# جوزيف ألفرد لامي
جوزيف ألفرد لامي (بالفرنسية: Joseph-Alfred Lamy)‏ هو صانع آلة موسيقية ‏ فرنسي، ولد في 1850 في Mirecourt ‏ في فرنسا، وتوفي في 1919 في باريس في فرنسا.
1. ↑   https://doi.org/10.1093/gmo/9781561592630.article.15928. {{استشهاد ويب}}: |url= بحاجة لعنوان (مساعدة) والوسيط |title= غير موجود أو فارغ (من ويكي بيانات) (مساعدة)